# Morro do Juca
O Morro do Juca, é uma favela com pequena extensão territorial, localizado no Rio de Janeiro que fica no bairro de Cascadura, próximo à divisa com Quintino, Parque Orlando Leite e a Estação Cascadura. Sua principal entrada é a Rua Ferraz, além de outras ruas transversais às ruas Clarimundo de Mello e Padre Telêmaco. A comunidade tem acesso a todos os serviços considerados essenciais, saneamento básico, ruas asfaltadas, serviço da CEDAE e serviço da Comlurb com coleta de lixo. A escola que atende a comunidade é CIEP Professor Manoel Maurício de Albuquerque e a unidade de saúde pertencente ao local é o Posto de Saúde Mário Olinto de Oliveira. Morro do Juca possui pequenas ruas e vielas com nomes simpáticos como "Serra e Mar", "Sol de Verão", e "Raio de sol", nomes estes dado pelo antigo líder comunitário Sérgio Ferraz. Em todas as entradas das ruas existem placas com identificação, porém as ruas não são reconhecidas pela prefeitura, sendo usuais apenas para os moradores.

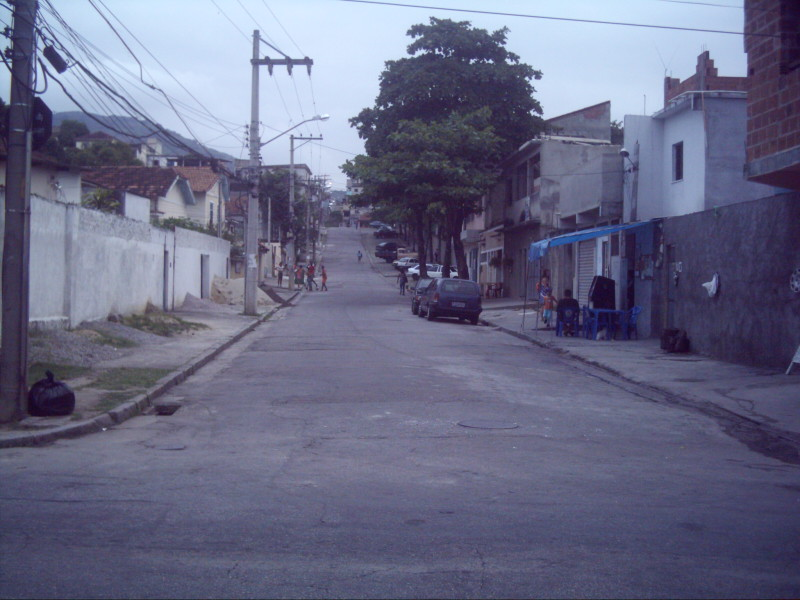
Vista da Rua Ferraz, parte norte, esquina com Rua Nerval de Gouveia, próxima à Estação Cascadura. Esta rua leva à comunidade do Juca, e nela fica o Parque Orlando Leite.